# Paula Gomes
Ana Paula Silva Gomes de Freitas (Salinópolis, 3 de dezembro de 1984) é uma política brasileira, filiada ao Partido Social Democrático (PSD). E atualmente é Secretária de Estado das Mulheres do Pará. Foi Secretária de Administração do município de Salinópolis e deputada estadual do Pará. 